# Maria Imaculada de Bourbon-Duas Sicílias
Maria Imaculada de Bourbon-Duas Sicílias (em italiano: Maria Immacolata Speranza Pia Teresa Cristina Filomena Lúcia Lúcia Anna Isabella Cecilia Apollonia Barbara Agnese Zenobia di Borbone-Due Sicilie; Cannes, 30 de outubro de 1874 - Muri, 28 de novembro de 1947), foi uma princesa das Duas Sicílias, quarta filha do príncipe Afonso, Conde de Caserta, e da sua esposa, a princesa Maria Antonieta das Duas Sicílias.

## Família
Maria Imaculada nasceu em Cannes em 30 de outubro de 1874 onde estava exilada com a família. Ela era a quarta filha do príncipe Afonso das Duas Sicílias, Conde de Caserta, e da sua esposa, a princesa Maria Antonieta das Duas Sicílias. Ela foi batizada com o nome de "Maria Imaculada Esperança Cristina Pia Isabel Cecília Polônia Bárbara Agnes Zenóbia de Bourbon-Duas Sicílias". Os pais dela vieram de uma casa Bourbon Siciliana e eram primos um do outro. Após a incorporação do Reino das Duas Sicílias em um estado italiano unificado, os membros da dinastia foram forçados a deixar sua terra natal e ir para o exílio. O pai da princesa também detinha o título de Príncipe Herdeiro do Reino das Duas Sicílias e foi chefe da Casa dos Bourbons da Sicília de 1894 a 1934. Do lado paterno, ela era neta do rei Fernando II das Duas Sicílias, e da arquiduquesa Maria Teresa da Áustria. Do lado materno, ela era neta do príncipe Francisco, Conde de Trapani e da Arquiduquesa Maria Isabel da Áustria-Toscana.
A princesas e suas irmãs foram educadas no Colégio do Sagrado Coração de Aix-Provence, instituição administrada por religiosas.

## Casamento

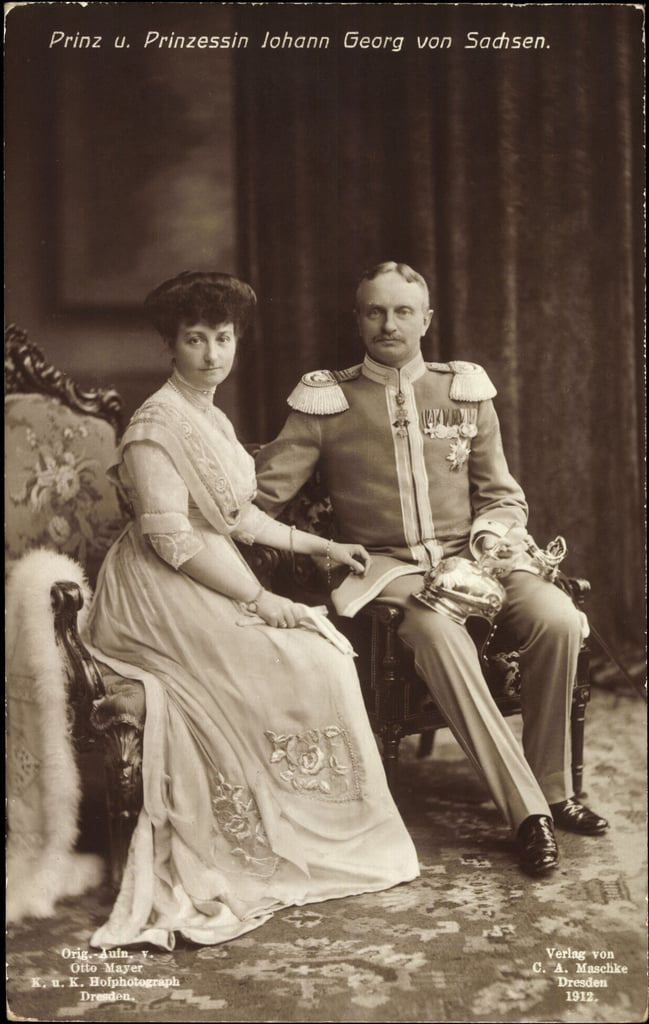
A princesa Maria Imaculada e seu marido o príncipe João Jorge da Saxônia.

Em seu 32º aniversário, Maria Imaculada casou-se com o príncipe João Jorge da Saxônia, de 37 anos. Filho do sexto filho e segundo varão do rei Jorge I da Saxónia e da sua esposa, a infanta Maria Ana de Portugal. O noivo era um viúvo sem filhos e era o irmão mais novo do rei governante da Saxônia, Frederico Augusto III da Saxônia. João adorava viajar e era um verdadeiro especialista em arte. O casamento aconteceu em 30 de outubro de 1906 em Cannes. O casal não teve filhos.
Até 1918, o casal morou a 30 km de Dresden, no Castelo Weseenstein acima do Muglitz, onde o avô de João Jorge, o rei João I da Saxônia, costumava traduzir a "Divina Comédia" em horário gratuito público. Após a revolução, o casal mudou-se para Friburgo, onde se instalou em uma vila na Mercistrasse.
João Jorge morreu em 24 de novembro de 1938 em Altshausen. Dois meses antes, a mãe de Maria Imaculada, Maria Antonieta, faleceu. A própria princesa morreu em 28 de novembro de 1947 em Muri, Suíça. Como o seu marido, ela foi enterrada na nova cripta da Catedral da Santíssima Trindade em Dresden.
Seu túmulo não está em Dresden, see Discussão.

## Títulos e Estilos
- 30 de outubro de 1874 – 30 de outubro de 1906: Sua Alteza Real, a Princesa Maria Imaculada das Duas Sicílias

- 30 de outubro de 1906 – 28 de novembro de 1947: Sua Alteza Real, a Princesa Maria Imaculada da Saxônia

## Genealogia
| Maria Imaculada de Bourbon-Duas Sicílias | Pai: Afonso de Bourbon-Duas Sicílias          | Avô paterno: Fernando II das Duas Sicílias      | Bisavô paterno: Francisco I das Duas Sicílias      |
| Maria Imaculada de Bourbon-Duas Sicílias | Pai: Afonso de Bourbon-Duas Sicílias          | Avô paterno: Fernando II das Duas Sicílias      | Bisavó paterna: Maria Isabel de Bourbon            |
| Maria Imaculada de Bourbon-Duas Sicílias | Pai: Afonso de Bourbon-Duas Sicílias          | Avó paterna: Maria Teresa Isabel da Áustria     | Bisavô paterno: Carlos da Áustria-Teschen          |
| Maria Imaculada de Bourbon-Duas Sicílias | Pai: Afonso de Bourbon-Duas Sicílias          | Avó paterna: Maria Teresa Isabel da Áustria     | Bisavó paterna: Henriqueta de Nassau-Weilburg      |
| Maria Imaculada de Bourbon-Duas Sicílias | Mãe: Maria Antonieta de Bourbon-Duas Sicílias | Avô materno: Francisco de Bourbon-Duas Sicílias | Bisavô materno: Francisco I das Duas Sicílias      |
| Maria Imaculada de Bourbon-Duas Sicílias | Mãe: Maria Antonieta de Bourbon-Duas Sicílias | Avô materno: Francisco de Bourbon-Duas Sicílias | Bisavó materna: Maria Isabel de Bourbon            |
| Maria Imaculada de Bourbon-Duas Sicílias | Mãe: Maria Antonieta de Bourbon-Duas Sicílias | Avó materna: Maria Isabel de Áustria-Toscana    | Bisavô materno: Leopoldo II, grão-duque da Toscana |
| Maria Imaculada de Bourbon-Duas Sicílias | Mãe: Maria Antonieta de Bourbon-Duas Sicílias | Avó materna: Maria Isabel de Áustria-Toscana    | Bisavó materna: Maria Antónia das Duas Sicílias    |